# Yatton (stacja kolejowa)
Yatton – stacja kolejowa w Yatton w hrabstwie Somerset, jednostce North Somerset na linii kolejowej Bristol - Exeter, 19 km od stacji Bristol Temple Meads. Stacja bez sieci trakcyjnej. Dawniej stacja węzłowa dla odnogi Cheddar Valley Railway i Clevedon Branch Line zlikwidowanych na mocy Beeching Axe w r. 1963.

## Ruch pasażerski
Stacja obsługuje ok. 316 691 pasażerów rocznie (dane za rok 2007). Posiada bezpośrednie połączenia z Bristolem, Taunton, Plymouth i Exeterem. Pociągi odjeżdżają ze stacji w odstępach godzinnych w każdą stronę. 

## Obsługa pasażerów
Automat biletowy, kasa biletowa, przystanek autobusowy, parking na 80 miejsc samochodowych i 30 rowerowych.